# 양미
양미(중국어 간체자: 杨幂, 정체자: 楊冪, 병음: Yáng Mì, 1986년 9월 12일 ~ )는 중화인민공화국의 배우이다.

## 생애
1986년 9월 12일 중화인민공화국 베이징시에서 출생하였다. 베이징 영화 학원 연극과를 졸업하였다.
4살 때에는 드라마 《당명황》에서 소공주 역할을 하였으며, 6살 때에는 드라마 《후왜》에서 주연으로 출연했다.
제14회 비천장과 제12회 금응장에서 아동용 드라마 부분에서 최우수상 수상.

## 학력
- 베이징 영화 학원

## 출연 작품

### 드라마
| 연도   | 한국제목                    | 중국제목          | 역할              | 비고        |
| ------ | --------------------------- | ----------------- | ----------------- | ----------- |
| 1990년 | 당명황                      | 唐明皇            | 어린 함의공주 역  |             |
| 1993년 | 후왜                        | 猴娃              | 어린 딸 역        |             |
| 2004년 | 홍분세가                    | 紅粉世家          | 이소도 역         |             |
| 2004년 | 쌍향포                      | 雙響炮            | 소식부 역         |             |
| 2004년 | 천화국                      | 天和局            | 축옥추 역         |             |
| 2005년 | 요재지이                    | 聊齋志異          | 섭소천 역         |             |
| 2006년 | 신조협려                    | 神雕俠侶          | 곽양 역           |             |
| 2007년 | 왕소군                      | 王昭君            | 왕소군 역         |             |
| 2007년 | 소착활하거                  | 笑著活下去        | 정소낙 역         |             |
| 2008년 | 상서방                      | 上書房            | 부찰씨(돈아) 역   |             |
| 2009년 | 암향                        | 暗香              | 소금고낭 역       |             |
| 2009년 | 선검기협전 3                | 仙劍奇俠傳三      | 당설견/석요 역    |             |
| 2010년 | 신탐적인걸전전              | 神探狄仁傑前傳    | 영롱 역           |             |
| 2010년 | 미인심계                    | 美人心計          | 막설연 역         |             |
| 2010년 | 홍루몽                      | 紅樓夢            | 청문 역           |             |
| 2010년 | 조만신낭                    | 刁蠻新娘          | 안소만/막소안 역  |             |
| 2011년 | 십이생초전기                | 十二生肖傳奇      | 사신청리 역       |             |
| 2011년 | 아문시일가인                | 我們是一家人      | 하가가 역         |             |
| 2011년 | 궁쇄심옥                    | 宮                | 낙청천/화영 역    |             |
| 2011년 | 홍무대안                    | 洪武大案          | 채각 역           |             |
| 2011년 | 화피                        | 畫皮              | 소홍 역           |             |
| 2011년 | 신경성사소                  | 新京城四少        | 백설 역           |             |
| 2011년 | 상봉하필증상식              | 相逢何必曾相識    | 하미기 역         |             |
| 2011년 | 대진직도                    | 大秦直道          | 위령 역           |             |
| 2011년 | 명운교향곡                  | 命運交響曲        | 학안기 역         |             |
| 2011년 | 미인천하                    | 唐宮美人天下      | 청란 역           |             |
| 2012년 | 베이징 러브 스토리          | 北京愛情故事      | 양자희 역         |             |
| 2012년 | 궁쇄주렴                    | 宮鎖珠簾          | 낙청천/화영 역    | 카메오 출연 |
| 2012년 | 여의                        | 如意              | 매여의 역         |             |
| 2012년 | 호부전기                    | 虎符傳奇          | 여희 역           |             |
| 2013년 | 성하만청천                  | 盛夏晚晴天        | 하만청 역         |             |
| 2014년 | 강남사대재자                | 江南四大才子      | 당부인 역         | 카메오 출연 |
| 2017년 | 삼생삼세 십리도화           | 三生三世 十里桃花 | 사음/소소/백천 역 | 1인 3역     |
| 2018년 | 담판관                      | 谈判官            | 동웨이 역         |             |
| 2018년 | 부요황후                    | 扶摇              | 부요 역           |             |
| 2021년 | 폭풍안                      | 暴风眼            | 안정 역           |             |
| 2021년 | 곡주부인 : 진주를 바친 여인 | 斛珠夫人          | 방해시 역         |             |

### 영화
| 연도   | 한국제목              | 중국제목           | 역할             | 비고          |
| ------ | --------------------- | ------------------ | ---------------- | ------------- |
| 1992년 | 무장원 소걸아         | 武狀元蘇乞兒       | 소찬 딸 역       |               |
| 1993년 | 영웅겁                | 英雄劫             | 소선생 딸 역     |               |
| 1997년 | 가수                  | 歌手               | 소하 사촌동생 역 |               |
| 2005년 | 북경동화              | 北京童話           | 주주 역          | 텔레비전 영화 |
| 2007년 | 문                    | 門                 | 문형 역          |               |
| 2011년 | 고도경혼              | 孤島驚魂           | 심이림 역        |               |
| 2011년 | 동성서취 2011         | 東成西就2011       | 양멱 역          | 카메오 출연   |
| 2012년 | 팔성보희              | 八星報喜           | 진시사 역        |               |
| 2012년 | 신천생일대            | 新天生一對         | 방가울 역        |               |
| 2012년 | 춘교여지명            | 春嬌與志明         | 상우우 역        |               |
| 2012년 | 포출일편천            | 跑出一片天         | 갈자 역          |               |
| 2012년 | 화피 2                | 畫皮2              | 작아 역          |               |
| 2012년 | 태극권: 무림7대고수전 | 大武當之天地密碼   | 천심 역          |               |
| 2012년 | 중화 명탐정           | 消失的子彈         | 소운작 역        |               |
| 2012년 | HOLD주애              | HOLD住愛           | 주정 역          |               |
| 2012년 | 삼개이혼마마          | 三個未婚媽媽       | 소마 역          |               |
| 2013년 | 소시대                | 小時代             | 임소 역          |               |
| 2013년 | 소시대 : 청목시대     | 小時代：青木時代   | 임소 역          |               |
| 2013년 | 마덕2호               | 瑪德2號            | 양선생님 역      |               |
| 2014년 | 대한도화개            | 大寒桃花開         | 도화개 역        |               |
| 2014년 | 분수대사              | 分手大師           | 엽소춘 역        |               |
| 2014년 | 소시대 : 자금시대     | 小時代：刺金時代   | 임소 역          |               |
| 2015년 | 조용한 이별           | 何以笙簫默         | 조묵생 역        |               |
| 2015년 | 소시대 : 영혼진두     | 小時代：靈魂盡頭   | 임소 역          |               |
| 2015년 | 연애 중의 도시        | 恋爱中的城市       | 자동 역          |               |
| 2015년 | 나는 증인이다         | 我是证人           | 노소성 역        |               |
| 2015년 | 평연성동              | 怦然星动           | 전심 역          |               |
| 2016년 | 작적                  | 爵迹               | 신음 역          |               |
| 2017년 | 역시영구              | 逆时营救           | 하천 역          |               |
| 2017년 | 수춘도 2: 수라전장    | 绣春刀II：修罗战场 | 배재 역          |               |

## 수상
- 제14회 비천상[1]
- 제12회 금응상 최우수어린이연속극상[1]